# هالز کریک، استرالیای غربی

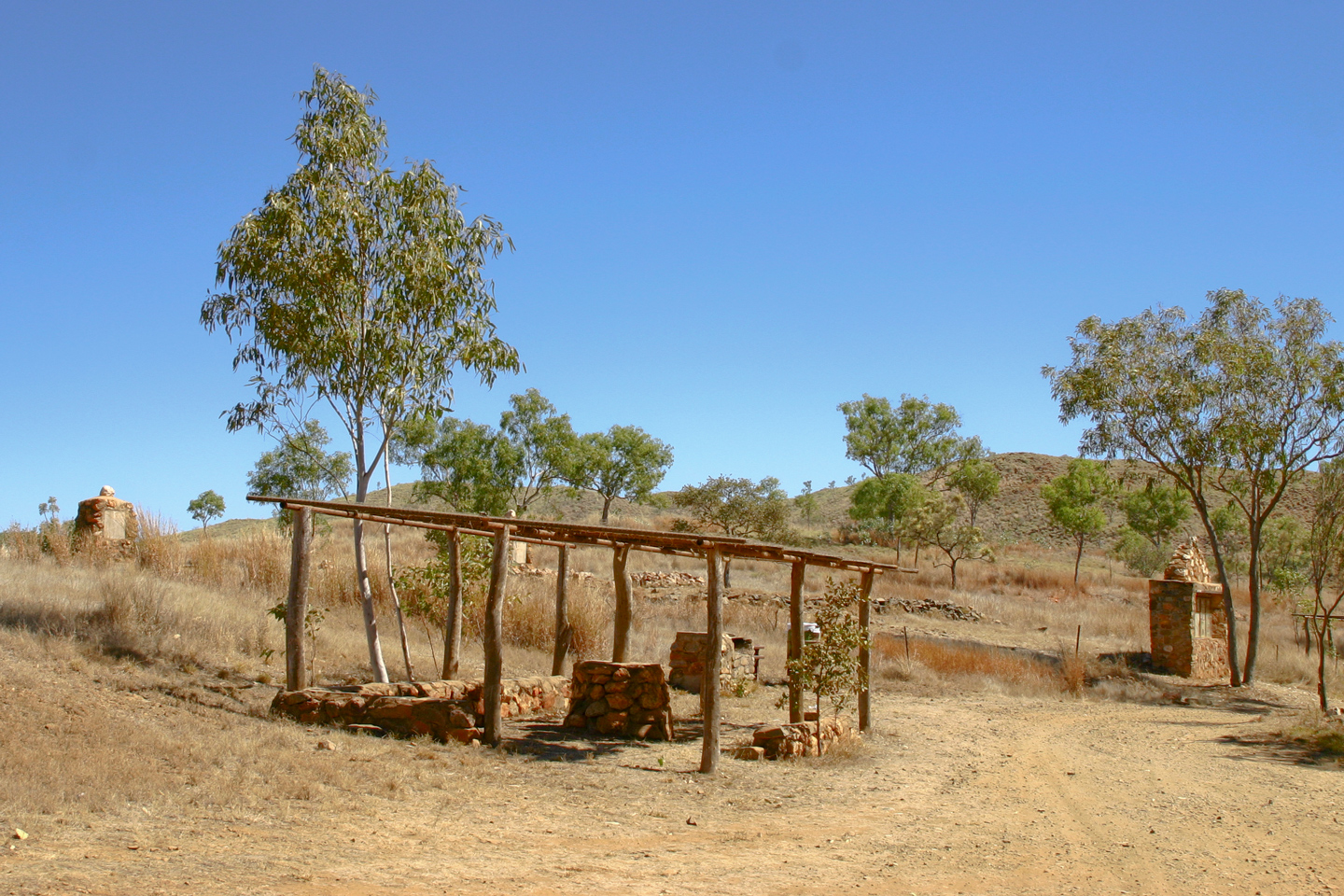
خرابه های نهر اولد هالز در نزدیکی هالز کریک، استرالیای غربی، استرالیا

هالز کریک (به انگلیسی: Halls Creek) یک شهرک در استرالیا است که در استرالیای غربی واقع شده‌است.